# Mercedes Junior Team

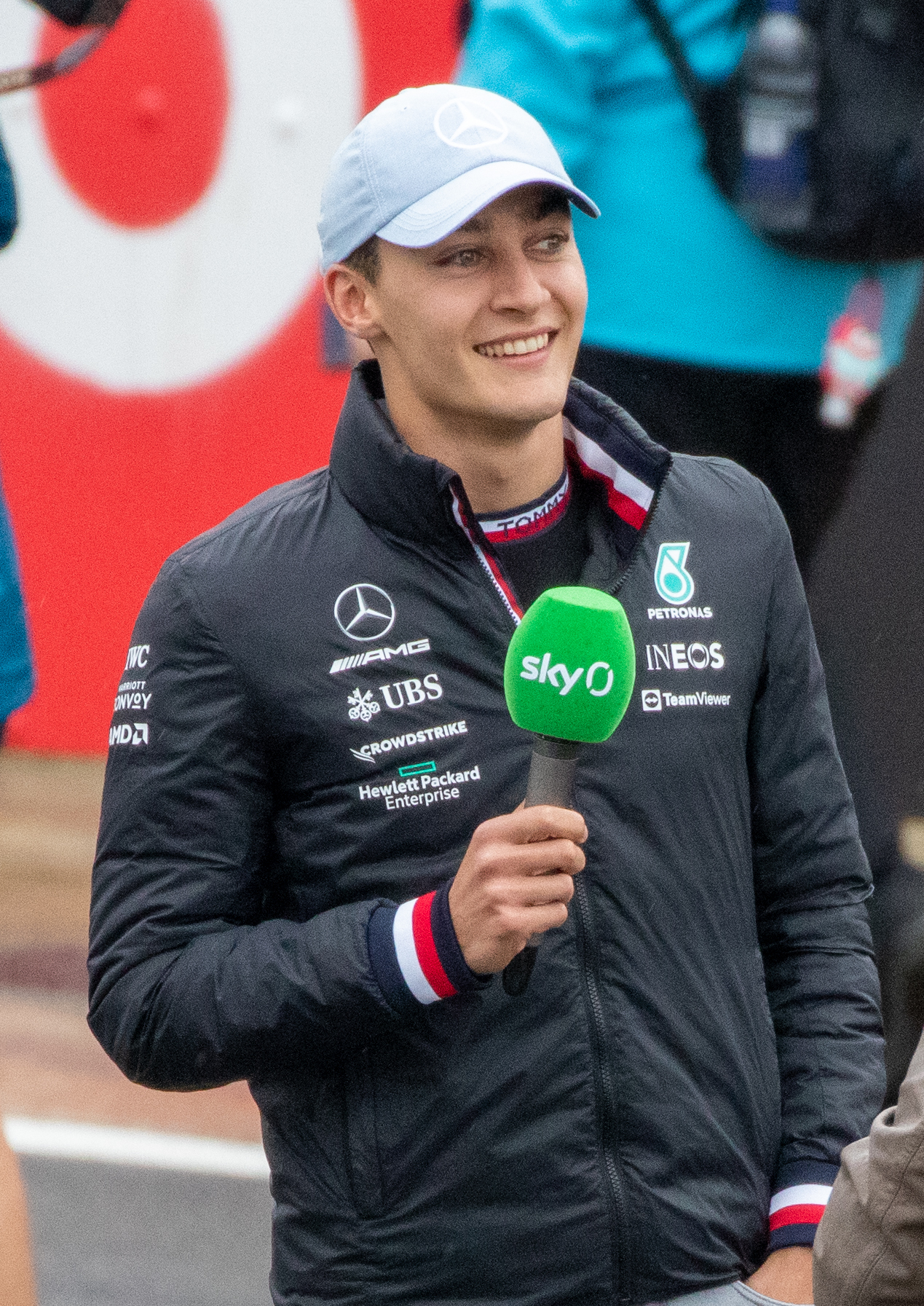
George Russell, 2022.

Mercedes Junior Team är ett utbildningsprogram i syfte att fostra unga racerförare för att ta förarplatser i Formel 1-stallet Mercedes Grand Prix. Utbildningsprogrammet startades officiellt 2016, Mercedes hade dock redan två år tidigare påbörjat en ungdomssatsning inom stallet när de tog in den tyske racerföraren Pascal Wehrlein som reservförare.

## Racerförare
De racerförare som ingår alternativt har ingått i utbildningsprogrammet. De som kör alternativt har kört i Formel 1 har sina namn i fet stil.
| Namn                  |                | Tidsperiod | Kör(de) i F1                                                                                                | Förartitlar (F1) |
| --------------------- | -------------- | ---------- | --- | ---------------- |
| Pascal Wehrlein       | Tyskland       | 2016–2018  | Manor F1 (2016) Sauber (2017)                                                                               |                  |
| Esteban Ocon          | Frankrike      | 2016–2019  | Manor F1 (2016) Force India (2017–2018) Racing Point Force India (2018) Renault F1 (2020) Alpine F1 (2021–) |                  |
| George Russell        | Storbritannien | 2017–2021  | Williams F1 (2019–2021) Mercedes Grand Prix (2020, 2022–)                                                   |                  |
| Andrea Kimi Antonelli | Italien        | 2019–      | |                  |
| Paul Aron             | Estland        | 2019–2023  | |                  |
| Alex Powell           | Jamaica        | 2019–      | |                  |
| Frederik Vesti        | Danmark        | 2021–      | |                  |
| Cui Yuanpu            | Kina           | 2021–      | |                  |
| Daniel Guinchard      | Storbritannien | 2022       | |                  |
| Luna Fluxá            | Spanien        | 2022–      | |                  |
| Kenzo Craigie         | Storbritannien | 2023–      | |                  |